# Meursac
Meursac és un municipi francès situat al departament del Charente Marítim i a la regió de la Nova Aquitània. L'any 2007 tenia 1.184 habitants.

## Demografia

### Població
El 2007 la població de fet de Meursac era de 1.184 persones. Hi havia 488 famílies de les quals 122 eren unipersonals (45 homes vivint sols i 77 dones vivint soles), 178 parelles sense fills, 136 parelles amb fills i 52 famílies monoparentals amb fills.
La població ha evolucionat segons el següent gràfic:
Habitants censats

### Habitatges
El 2007 hi havia 668 habitatges, 499 eren l'habitatge principal de la família, 96 eren segones residències i 72 estaven desocupats. 651 eren cases i 12 eren apartaments. Dels 499 habitatges principals, 406 estaven ocupats pels seus propietaris, 77 estaven llogats i ocupats pels llogaters i 17 estaven cedits a títol gratuït; 4 tenien una cambra, 22 en tenien dues, 105 en tenien tres, 148 en tenien quatre i 220 en tenien cinc o més. 340 habitatges disposaven pel capbaix d'una plaça de pàrquing. A 246 habitatges hi havia un automòbil i a 220 n'hi havia dos o més.

### Piràmide de població
La piràmide de població per edats i sexe el 2009 era:
| Homes | Edats   | Dones |
| ----- | ------- | ----- |
| 4     | 95 o +  | 0     |
| 0     | 90 a 94 | 0     |
| 24    | 85 a 89 | 8     |
| 16    | 80 a 84 | 12    |
| 20    | 75 a 79 | 24    |
| 16    | 70 a 74 | 44    |
| 32    | 65 a 69 | 36    |
| 28    | 60 a 64 | 16    |
| 16    | 55 a 59 | 44    |
| 36    | 50 a 54 | 32    |
| 28    | 45 a 49 | 24    |
| 32    | 40 a 44 | 20    |
| 40    | 35 a 39 | 48    |
| 32    | 30 a 34 | 24    |
| 40    | 25 a 29 | 32    |
| 8     | 20 a 24 | 16    |
| 32    | 15 a 19 | 12    |
| 44    | 10 a 14 | 28    |
| 28    | 5 a 9   | 20    |
| 44    | 0 a 4   | 16    |

## Economia
El 2007 la població en edat de treballar era de 752 persones, 512 eren actives i 240 eren inactives. De les 512 persones actives 465 estaven ocupades (245 homes i 220 dones) i 48 estaven aturades (17 homes i 31 dones). De les 240 persones inactives 122 estaven jubilades, 46 estaven estudiant i 72 estaven classificades com a «altres inactius».

### Ingressos
El 2009 a Meursac hi havia 554 unitats fiscals que integraven 1.317 persones, la mediana anual d'ingressos fiscals per persona era de 15.896,5 €.

### Activitats econòmiques
Dels 50 establiments que hi havia el 2007, 1 era d'una empresa alimentària, 3 d'empreses de fabricació d'altres productes industrials, 17 d'empreses de construcció, 13 d'empreses de comerç i reparació d'automòbils, 1 d'una empresa de transport, 2 d'empreses d'hostatgeria i restauració, 3 d'empreses immobiliàries, 5 d'empreses de serveis, 1 d'una entitat de l'administració pública i 4 d'empreses classificades com a «altres activitats de serveis».
Dels 18 establiments de servei als particulars que hi havia el 2009, 1 era una oficina de correu, 4 paletes, 5 guixaires pintors, 2 fusteries, 3 lampisteries, 1 electricista, 1 perruqueria i 1 restaurant.
Dels 4 establiments comercials que hi havia el 2009, 1 era una botiga de menys de 120 m², 1 una fleca, 1 una carnisseria i 1 una floristeria.
L'any 2000 a Meursac hi havia 48 explotacions agrícoles que ocupaven un total de 1.891 hectàrees.

## Equipaments sanitaris i escolars
L'únic equipament sanitari que hi havia el 2009 era una farmàcia.
El 2009 hi havia una escola elemental.

## Poblacions més properes
El següent diagrama mostra les poblacions més properes.